# Sang d'encre (roman)
Pour les articles homonymes, voir Sang d'encre.
Sang d'encre (titre original : Tintenblut) est un roman allemand pour la jeunesse écrit par Cornelia Funke en 2005 et traduit en français en 2009. Il est également la suite de Cœur d'encre et le deuxième tome de sa trilogie.

## Résumé de l'histoire
Meggie et ses parents savourent leurs retrouvailles lorsque Farid apporte une nouvelle bouleversante : prêt à tout pour revoir les fées et sa famille, Doigt de Poussière a regagné le Monde d'encre, ignorant qu'un grand danger l'attend. Farid et Meggie décident de partir à sa recherche.

## Personnages
- Meggie : elle est une langue magique, comme son père. Elle est amoureuse de Farid.
- Mortimer Folchart, surnommé Mo ou Langue Magique
- Resa (Teresa) : mère de Meggie, épouse de Mo et a perdu la voix après que Darius l'a ramené du monde d'encre
- Elinor Loredan : grand-tante de Meggie, elle adore les livres et à une superbe collection de livres anciens et elle n'aime pas que Meggie y touche.
- Fenoglio : il est l'auteur de cœur d'encre et y est allé grâce à la voix magique de Meggie
- Doigt de Poussière : saltimbanque sorti de cœur d'encre par Langue Magique
- Farid : il a été sorti des Mille et une nuit par Mo. Il est amoureux de Meggie.
- Capricorne
- Mortola : mère de Capricorne
- Basta
- Darius
- Orphée
- Cristal de Rose
- Oiseau de Suie
- Danseur de nuage
- le Prince Noir
- Minerve
- Ivo
- Despina
- Violente : épouse de Cosimo le beau, son père est Tête de Vipère, elle est mariée dès 7 ans
- Cosimo : époux de Violente
- le Fifre
- Renard Ardent
- Tête de Vipère
- Tullio

## Édition
Cornelia Funke, Sang d'encre, Gallimard, collection Hors-série littérature, 2 juillet 2009  (ISBN 978-2070622047).

## La tétralogie
1. Cœur d'encre, 2004 (Tintenherz, 2003)
2. Sang d'encre, 2009 (Tintenblut, 2005)
3. Mort d'encre, 2010 (Tintentod, 2007)
4. Die Farbe der Rache, 2023